# José Manuel Ochotorena
José Manuel Ochotorena Santacruz (San Sebastián, 16 gennaio 1961) è un allenatore di calcio ed ex calciatore spagnolo, di ruolo portiere, allenatore dei portieri del Valencia.

## Palmarès

### Club

#### Competizioni nazionali
- Coppa della Liga: 1

Real Madrid: 1984-1985
- Campionato spagnolo: 3

Real Madrid: 1985-1986, 1986-1987, 1987-1988

#### Competizioni internazionali
- Coppa UEFA: 2

Real Madrid: 1984-1985, 1985-1986
- Trofeo Zamora: 1

1988-1989